# 十四張斯馨祠
24°58′58″N 121°31′47″E / 24.982676°N 121.529706°E
十四張斯馨祠，簡稱斯馨祠，位於臺灣新北市新店區中山里，是當地最古的土地祠。2011年因修築捷運環狀線而先行拆遷。

## 沿革
乾隆四十四年（1779年），開墾大坪林的民眾建立此土地祠。當年廟宇所在地是熱鬧的商街，今為環狀捷運南機廠。1925年大水，由劉氏家族重建。
這間廟名為台語「思鄉」之音轉的土地祠，當地新店區中山里里長潘威志與文史工作者夏聖禮皆分別表示為新店開墾區最老的土地公廟、新店最古的廟。
1993年修建新廟，而原先的舊廟依然保留著。捷運環狀線第一階段工程2011年底動工後，十四張當地古蹟195年歷史的利記公厝、135年歷史的劉氏古厝啟文堂、以及超過200年歷史的斯馨祠皆被拆除。原來廟旁的榕樹，被捷運局移植後只剩下一棵獨活。廟方共計九十四坪土地被徵收，徵收款約有新台幣一千五百萬元。
因斯馨祠沒有血脈相傳的祭祀公業，所以錢款只能由身為地籍所有權人的“土地神”親自領取，或由寫於乾隆四十四年的碑文中的八十三名出資建廟者的後人代領。但新店戶政事務所無建廟者的資料，徵收費只好提存在新北市政府專戶，期限後若無人領取則將充公。
新北市政府交通局捷運工程處允諾在捷運完成後，會將斯馨祠遷建到中央新村北側的歷史公園預定地。廟方副主委陳朝元表示，以往還提議要遷移到三峽，未來將遷移至公園預定地，只剩三十坪可蓋新廟，計畫興建廟中廟，但沒有得到政府徵收費，只能募款，望新北市府專案處理。
中央公園會有劉氏文記堂（三落厝）與劉氏家廟、劉利記公厝、斯馨祠及斯馨碑等，屬十四張地區具建築特色、歷史意義等值得保存建築或紀念物，並登錄為新北市歷史建築。
2018年新北市政府核發「斯馨祠」(碑)永久遷移案「土地使用權同意書」同意斯馨祠搬入現址，並於隔年2019年核發興建建造執照。同年5月，「斯馨祠」及「斯馨祠Logo」和「Q版土地公婆」註冊商標，取得商標證書。
2020年3月「斯馨祠」興建工程動土典禮。並於2021年12月1日取得興建門牌編定，正式落址於央北二路206巷2號。
2022年3月15日「斯馨祠」興建工程上樑典禮。
2023年2月25日「斯馨祠」興建工程「燕尾脊」施工。

## 祭祀
附近新店七張、十二張、二十張、寶斗厝的土地祠，皆從十四張店仔街的此祠分香。隨斯馨祠不斷發展，1936年當地成立名為「瓊林社」的北管曲館，在神明誕辰迎神賽登場。
斯馨祠沒有祭祀公業，而是信眾組成的神明會，在拆遷時方才成立管委會。

## 外部連結
- 官方网站